# Amstel Gold Race 2025
Das Amstel Gold Race 2025 war die 59. Austragung des niederländischen Eintagsrennens. Das Rennen fand am 20. April 2025 statt und ist Teil der UCI WorldTour 2025. Das Frauenrennen wurde zuvor am selben Tag ausgetragen.
Den Sieg sicherte sich der Däne Mattias Skjelmose Jensen (Lidl-Trek) im Drei-Mann-Sprint vor Tadej Pogačar (UAE Team Emirates-XRG) und Remco Evenepoel (Soudal Quick-Step).

## Teilnehmende Mannschaften und Fahrer
Neben den 18 UCI WorldTeams gingen auch 7 UCI ProTeams bei dem Rennen an den Start. Für jedes Team waren sieben Fahrer startberechtigt.
Mit Thomas Pidcock (Q36.5 Pro Cycling Team), Tadej Pogačar (UAE Team Emirates-XRG) und Wout van Aert (Team Visma-Lease a Bike) nahmen drei ehemalige Sieger an der 59. Austragung teil.
Als Favoriten galten Tadej Pogačar, Thomas Pidcock, Wout van Aert und Remco Evenepoel (Soudal Quick-Step), der nach seinem Trainingssturz am Ende des vergangenen Jahres ins Fahrerfeld zurückkehrte. Weitere nennenswerte Fahrer waren: Maxim Van Gils, Finn Fisher-Black (beide Red Bull-Bora-hansgrohe), Thibau Nys, Mattias Skjelmose Jensen (beide Lidl-Trek), Marc Hirschi, Julian Alaphilippe (beide Tudor Pro Cycling Team), Ben Healy, Neilson Powless (EF Education-EasyPost), Jhonatan Narváez, Pavel Sivakov, Brandon McNulty (alle UAE Team Emirates-XRG), Ben Tulett, Tiesj Benoot (beide Team Visma-Lease a Bike), Michael Matthews, Ben O’Connor (beide Team Jayco AlUla), Magnus Sheffield, Axel Laurance (beide Ineos Grenadiers), Valentin Madouas, Romain Grégoire (beide Groupama-FDJ), Santiago Buitrago, Pello Bilbao, Fred Wright (alle Bahrain Victorious), Alexei Luzenko, Joseph Blackmore (beide Israel-Premier Tech), Dylan Teuns, Alex Aranburu (beide Cofidis), Quinten Hermans (Alpecin-Deceuninck), Clément Champoussin (XDS Astana Team) und Andreas Leknessund (Uno-X Mobility).
| UCI WorldTeams | UCI WorldTeams                  | UCI WorldTeams | UCI WorldTeams          | UCI WorldTeams | UCI WorldTeams          | UCI ProTeams | UCI ProTeams           |
| -------------- | ------------------------------- | -------------- | ----------------------- | -------------- | ----------------------- | ------------ | ---------------------- |
| ADC            | Alpecin-Deceuninck              | IGD            | Ineos Grenadiers        | DFP            | Team Picnic PostNL      | IPT          | Israel-Premier Tech    |
| ARK            | Arkéa-B&B Hotels                | GFC            | Intermarché-Wanty       | TVL            | Team Visma-Lease a Bike | LOT          | Lotto                  |
| TBV            | Bahrain Victorious              | LTK            | Lidl-Trek               | UAD            | UAE Team Emirates-XRG   | Q36          | Q36.5 Pro Cycling Team |
| COF            | Cofidis                         | MOV            | Movistar Team           | XAT            | XDS Astana Team         | TEN          | TotalEnergies          |
| DAT            | Decathlon AG2R La Mondiale Team | RBH            | Red Bull-Bora-hansgrohe |                |                         | TUD          | Tudor Pro Cycling Team |
| EFE            | EF Education-EasyPost           | SOQ            | Soudal Quick-Step       |                |                         | RKT          | Unibet Tietema Rockets |
| GFC            | Groupama-FDJ                    | JAY            | Team Jayco AlUla        |                |                         | UXM          | Uno-X Mobility         |

## Streckenführung
Im Jahr 2025 wurde der Cauberg nach der Streckenänderung im Jahr 2017 erneut als Schlussanstieg genutzt. Ansonsten hatte sich die Streckenführung im Vergleich zum Vorjahr kaum verändert. Nach dem Start in Maastricht führte das Rennen über 255,9 Kilometer durch die Hügel der Provinz Limburg nach Berg en Terblijt nahe Valkenburg. Das Finale wurde auf mehreren Schleifen um Valkenburg ausgetragen.
Nach dem offiziellen Start führte die Strecke in Richtung Norden nach Geleen, ehe die Fahrtrichtung gen Süden drehte und Gulpen nach rund 60 Kilometern erreicht wurde. Nach den ersten Anstiegen erreichten die Fahrer bei Kilometer 118,1 kurz nach Vaals mit dem Drielandenpunt (Anstieg #11) den höchsten Punkt des Rennens. Im Anschluss folgte ein kurzer Abstecher nach Belgien, ehe der Gulperberg (Anstieg #15) nach 143 Kilometern das erste Mal überquert wurde. Nach einer Serie von Anstiegen erfolgte nach rund 170 Kilometern die erste Auffahrt des Cauberg (Anstieg #21), dem bekanntesten Anstieg des Rennens. Kurz darauf wurde die Zielpassage das erste Mal passiert und die Fahrer nahmen den ersten Rundkurs in Angriff, der 62,8 Kilometer lang war und zehn Anstiege beinhaltete. Nach der zweiten Auffahrt des Gulperberg (Anstieg #26) folgte die Auffahrt des bis zu 22 % steilen Keutenberg (Anstieg #30), der 33 Kilometer vor dem Ziel überquert wurde. Direkt im Anschluss wurde der Cauberg (Anstieg #31) ein zweites Mal befahren, ehe die 19,8 Kilometer lange Schlussrunde in Angriff genommen wurde.
Mit dem Geulhemmerberg (Anstieg #32) und Bemelerberg (Anstieg #33) mussten hier zunächst zwei Anstiege überquert werden, wobei beide eine durchschnittliche Steigung von rund 5 % aufwiesen und rund einen Kilometer lang waren. Die Kuppe des Bemelerberg wurde 10,8 Kilometer vor dem Ziel erreicht, ehe ein letztes Mal nach Valkenburg ging. Zum Abschluss wurde der Cauberg ein drittes Mal absolviert. Er wies auf einer Länge von 800 Metern eine durchschnittliche Steigung von 6,5 % auf und beinhaltete Rampen von maximal rund 13 %. Nachdem die Kuppe 2,5 Kilometer vor dem Ziel erreicht worden war, führte die N590 zum Ziel in Berg en Terblijt.
| #  |                  | Kilometer | Länge (m) | Ø Steigung | max. Steigung |
| -- | ---------------- | --------- | --------- | ---------- | ------------- |
| 1  | Maasberg         | 11,6      | 700       | 3,7 %      | 10,1 %        |
| 2  | Adsteeg          | 30,1      | 700       | 4,3 %      | 7,5 %         |
| 3  | Bergseweg        | 45,6      | 2700      | 3,3 %      | 6,8 %         |
| 4  | Korenweg         | 49,1      | 900       | 5,7 %      | 10,2 %        |
| 5  | Nijswillerweg    | 54,6      | 1300      | 2,7 %      | 5,2 %         |
| 6  | Rijksweg         | 64,1      | 3100      | 2,8 %      | 4,9 %         |
| 7  | Wolfsberg        | 84,2      | 1200      | 2,8 %      | 12,0 %        |
| 8  | Loorberg         | 87,9      | 1500      | 5,3 %      | 8,6 %         |
| 9  | Schweibergergweg | 99,2      | 2700      | 4,5 %      | 7,1 %         |
| 10 | Camerig          | 105,6     | 4400      | 4,0 %      | 7,7 %         |
| 11 | Drielandenpunt   | 118,1     | 3200      | 4,4 %      | 9,9 %         |
| 12 | Gemmenich        | 122,4     | 800       | 7,2 %      | 8,8 %         |
| 13 | Vijlenerbos      | 126,4     | 2700      | 3,8 %      | 10,7 %        |
| 14 | Erperheide       | 133,5     | 2100      | 4,7 %      | 8,0 %         |
| 15 | Gulperberg       | 143,0     | 920       | 5,6 %      | 17,0 %        |
| 16 | Plettenberg      | 147,3     | 1200      | 3,7 %      | 8,0 %         |
| 17 | Eyserweg         | 149,5     | 2100      | 4,4 %      | 9,0 %         |
| 18 | Schanternelsweg  | 153,4     | 1000      | 5,6 %      | 12,0 %        |
| 19 | Vrakelberg       | 158,6     | 600       | 7,2 %      | 11,4 %        |
| 20 | Sibbergrubbe     | 166,4     | 2100      | 3,6 %      | 6,0 %         |
| 21 | Cauberg          | 170,8     | 800       | 6,5 %      | 12,8 %        |
|    | Zieldurchfahrt   | 173,3     |           |            |               |
| 22 | Geulhemmerberg   | 175,4     | 1200      | 4,6 %      | 8,0 %         |
| 23 | Keederberg       | 182,8     | 2000      | 3,1 %      | 8,0 %         |
| 24 | Bemelerberg      | 186,1     | 900       | 4,5 %      | 7,0 %         |
| 25 | Loorberg         | 201,3     | 1500      | 5,3 %      | 8,6 %         |
| 26 | Gulperberg       | 208,3     | 920       | 5,6 %      | 17,0 %        |
| 27 | Kruisberg        | 213,4     | 600       | 8,8 %      | 15,5 %        |
| 28 | Eyserbosweg      | 215,3     | 900       | 9,3 %      | 17,0 %        |
| 29 | Fromberg         | 219,0     | 1600      | 3,6 %      | 8,0 %         |
| 30 | Keutenberg       | 222,9     | 1200      | 5,9 %      | 22,0 %        |
| 31 | Cauberg          | 233,6     | 800       | 6,5 %      | 12,8 %        |
|    | Zieldurchfahrt   | 236,1     |           |            |               |
| 32 | Geulhemmerberg   | 238,4     | 1000      | 5,0 %      | 8,0 %         |
| 33 | Bemelerberg      | 245,1     | 900       | 4,5 %      | 7,0 %         |
| 34 | Cauberg          | 253,4     | 800       | 6,5 %      | 12,8 %        |
|    | Ziel             | 255,9     |           |            |               |

## Rennverlauf und Ergebnis
Nach rund 40 Kilometern setzten sich mit Michel Heßmann (Movistar), Rémi Cavagna (Groupama-FDJ), Robert Stannard (Bahrain Victorious), Emiel Verstrynge (Alpecin-Deceuninck), Jarrad Drizners, Cedric Beullens (beide Lotto), Hartthijs de Vries und Jelle Johannink (beide Unibet Tietema Rockets) acht Fahrer vom Hauptfeld ab. Die Ausreißer fuhren einen maximalen Vorsprung von rund vier Minuten heraus. Rund 106 Kilometer vor dem Ziel kam es im Hauptfeld zu einem Sturz, in den auch Remco Evenepoel (Soudal Quick-Step), Wout van Aert (Visma-Lease a Bike), Thibau Nys (Lidl-Trek) und Jhonatan Narváez (UAE Team Emirates-XRG) involviert waren. Alle Fahrer konnten das Rennen jedoch fortsetzen, ehe letzterer verfrüht vom Rad stieg. Unterdessen zerfiel die Spitzengruppe vor der ersten Zielpassage und es bildete sich mit Dylan van Baarle (Visma-Lease a Bike), Quinn Simmons (Lidl-Trek), Simon Clarke (Israel-Premier Tech) und Reuben Thompson (Lotto) eine vier Fahrer umfassende Verfolgergruppe. Diese wurde jedoch rasch wieder vom Hauptfeld gestellt. 69 Kilometer vor dem Ziel wurde mit Michel Heßmann auch der letzte Ausreißer gestellt.
48 Kilometer vor dem Ziel griff Julian Alaphilippe (Tudor) in der Steigung des Gulperberg an und löste sich gemeinsam mit Tadej Pogačar (UAE Team Emirates-XRG) von dem bereits stark dezimierten Hauptfeld. Die beiden fuhren rasch einen kleinen Vorsprung heraus, ehe der Weltmeister seinen französischen Begleiter in der Steigung des nachfolgenden Kruisberg distanzierte. Während Julian Alaphilippe zurückfiel und kurz darauf eingeholt wurde, baute Tadej Pogačar seinen Vorsprung auf rund 30 Sekunden aus, ehe es in den Keutenberg ging. Nachdem Ilan Van Wilder (Soudal Quick-Step) in der Verfolgergruppe den Großteil der Nachführarbeit geleistet hatte, forcierte nun sein Kapitän Remco Evenepoel das Tempo. Auf der Kuppe griff der Däne Mattias Skjelmose Jensen (Lidl-Trek) an und versuchte als Solist die Lücke zu Tadej Pogačar zu schließen, dessen Vorsprung unterdessen immer noch etwa eine halbe Minute betrug.
Auf den nachfolgenden Kilometern kam es in der rund 15 Fahrer umfassenden Verfolgergruppe immer wieder zu Angriffen, ehe sich Remco Evenepoel 25 Kilometer vor dem Ziel in einem flachen Abschnitt entscheidend lösen konnte. Der Belgier schloss rasch zu Mattias Skjelmose Jensen auf, und die beiden überquerten die vorletzte Zielpassage mit einem Rückstand von rund 20 Sekunden auf Tadej Pogačar. Auch die Verfolgergruppe lag zu diesem Zeitpunkt noch in Schlagdistanz, wobei sie keinen Einfluss mehr auf den Rennausgang haben sollte. Auf den letzten Kilometern schrumpfte der Vorsprung von Tadej Pogačar stetig, ehe er nach dem Geulhemmerberg und Bemelerberg rund acht Kilometer vor dem Ziel von Remco Evenepoel und Mattias Skjelmose Jensen eingeholt wurde. Das Spitzentrio absolvierte die verbliebenen Kilometer nun gemeinsam, wobei es zu keinen Angriffen in der letzten Auffahrt des Cauberg kam. Die Entscheidung fiel somit im Sprint, den Remco Evenepoel rund 200 Meter vor dem Ziel von der ersten Position eröffnete. Auf den letzten Metern schoben sich jedoch sowohl Tadej Pogačar als auch Mattias Skjelmose Jensen an ihm vorbei, wobei letzterer das Rennen überraschend gewann. Im Sprint um Platz vier setze sich Wout van Aert durch, der eine acht Fahrer umfassende Gruppe mit einem Rückstand von 34 Sekunden über den Zielstrich führte.
| Platz | Fahrer                   | Nation | Team                    | Zeit                   |
| ----- | ------------------------ | ------ | ----------------------- | ---------------------- |
| 01.   | Mattias Skjelmose Jensen | DEN    | Lidl-Trek               | 5:49:58 h (43,87 km/h) |
| 02.   | Tadej Pogačar            | SLO    | UAE Team Emirates-XRG   | "                      |
| 03.   | Remco Evenepoel          | BEL    | Soudal Quick-Step       | "                      |
| 04.   | Wout van Aert            | BEL    | Team Visma-Lease a Bike | + 0:34 min             |
| 05.   | Michael Matthews         | AUS    | Team Jayco AlUla        | "                      |
| 06.   | Louis Barré              | FRA    | Intermarché-Wanty       | "                      |
| 07.   | Romain Grégoire          | FRA    | Groupama-FDJ            | "                      |
| 08.   | Tiesj Benoot             | BEL    | Team Visma-Lease a Bike | "                      |
| 09.   | Thomas Pidcock           | GBR    | Q36.5 Pro Cycling Team  | "                      |
| 10.   | Ben Healy                | IRL    | EF Education-EasyPost   | "                      |

## Vergabe der UCI-Punkte
Das Amstel Gold Race 2025 ist Teil der UCI WorldTour 2025. Nach dem Rennen wurden UCI-Punkte vergeben, die sich auf die Platzierung der Fahrer und Mannschaften im UCI Ranking auswirkten. Die Punktevergabe erfolgte nach folgendem Schlüssel:
| Platzierung  | 1.  | 2.  | 3.  | 4.  | 5.  | 6.  | 7.  | 8.  | 9.  | 10. | Anmerkung                               |
| ------------ | --- | --- | --- | --- | --- | --- | --- | --- | --- | --- | --------------------------------------- |
| Tageswertung | 500 | 400 | 325 | 275 | 225 | 175 | 150 | 125 | 100 | 85  | gestaffelt bis zum 60. Platz (3 Punkte) |